# Убийства рыжеволосых
Убийства рыжеволосых (англ. Redhead murders) — серия нераскрытых убийств, которые были совершены неизвестным серийным убийцей в разных частях США, включая штаты Теннесси, Арканзас, Кентукки, Миссисипи и Пенсильванию. Предполагается, что убийства произошли в период с октября 1978 по 1980-е годы, также возможно, что они продолжались до 1992 года. Жертвы, многие из которых не были опознаны в течение многих лет, как правило, имели рыжие волосы, а их тела были оставлены вдоль основных автомагистралей в Соединённых Штатах. По-видимому, они занимались автостопом или проституцией. Власти не уверены в том, сколько людей несут ответственность за эти убийства, а также в том, все ли они совершены одним и тем же преступником или преступниками. Считается, что в общей сложности было от шести до одиннадцати жертв.

## Жертвы

### Джейн Доу из округа Уэтзел
Обнажённое тело белой женщины было обнаружено 13 февраля 1983 года рядом с Маршрутом 250 возле Литлтона, округ Уэтзел, Западная Вирджиния. Пара пожилых людей сообщила, что они нашли останки, которые поначалу приняли за выставочный манекен. Тело появилось на месте недавно: снег, покрывающий землю, отсутствовал на самом теле. Следы шин указывали на то, что жертва умерла в другом районе, и позже была доставлена в место обнаружения людьми. Экспертиза установила, что женщина умерла примерно за 2 дня до обнаружения её тела и не является жертвой сексуального насилия. Причина смерти женщины официально не была определена, но она является возможной жертвой убийства, поскольку, скорее всего, была повешена или задушена. Эта женщина была одной из наиболее взрослых жертв, так как её возраст варьировал от 35 до 45 лет. Волосы женщины были каштанового цвета, соответствовавшего критериям убийцы. Её рост оценивался примерно в 168 см, а вес в 61 кг. Её глаза предположительно были карими, хотя разложение затруднило точное определение их цвета. У неё было два отчётливых шрама, в том числе один в области живота от кесарева сечения указывал на то, что у неё был хотя бы один ребёнок, а другой шрам был найден на одном из указательных пальцев. Её ноги и подмышки были выбриты, что указывало на ухоженность, не характерную для бродяги или автостопщика. В её убийстве подозревался белый мужчина среднего возраста ростом примерно 178 см и весом от 84 до 91 кг. Он был замечен рядом с районом, где было обнаружено тело и мог быть с ним связан. Сама жертва, возможно, была замечена живой в Уилинг, Западная Вирджиния — она была сотрудницей или клиентом бара. Считалось, что она была проституткой из Питтсбурга или была в обществе кришнаитов. После патологоанатомического исследования женщину похоронили. Власти Западной Вирджинии скептически относятся к тому связана ли жертва с другими жертвами убийств рыжеволосых.

### Лиза Николс
Тело 28-летней Лизы Николс (также она использовала фамилии Джарвис или Фуллер) было найдено 16 сентября 1984 года у шоссе № 40 вблизи Западного Мемфиса, штат Арканзас. Она жила в Западной Вирджинии, и в течение некоторого времени власти не могли найти её родственников, поскольку всё указывало на то, что она с ними не общалась, из-за чего оставалась неопознанной почти год. Её личность удалось установить в июне 1985 года, ровно девять месяцев после того, как она была задушена и оставлена в одном лишь свитере. Считается, что Николс также принадлежит к серии убийств рыжеволосых, поскольку была найдена у шоссе и цвет её волос на момент смерти был светло-каштановым. Её останки были опознаны парой из Флориды, у которой Лиза жила какое-то время. Возможно, Николс была убита после того, как покинула остановку грузовиков на шоссе и, вероятно, попыталась поймать попутку.

### Тина Мари Маккенни Фармер
1 января 1985 года рядом с Джеллико, штат Теннесси, в округе Кэмпбелл на шоссе 75 (англ. Interstate 75) было обнаружено связанное тело 21-летней Тины Мари Маккенни Фармер из Индианаполиса (штат Индиана). Девушка была убита примерно за три дня до обнаружения, но её тело к этому времени сильно разложилось. Фармер была белой и имела короткие немного вьющиеся рыжие волосы. До опознания считалось, что её возраст составлял от 17 до 25 лет, а также до 30 лет. Жертва была найдена одетой в пуловер, рубашку и джинсы. У погибшей были карие или зелёные глаза, но цвет не мог быть точно определён из-за состояния тела. У Фармер были веснушки, различные шрамы и следы ожогов на теле. На момент убийства девушка находилась на третьем месяце беременности. На её зубах не было признаков стоматологических вмешательств, за исключением частичного протеза с двумя ложными зубами на верхней челюсти. Рост составлял примерно 163 см. В 2016 году ДНК-экспертиза спермы, оставленной на полотенце, в которое была завёрнута девушка, показала, что она принадлежит Джерри Леону Джонсу, скончавшемуся в тюрьме за год до этого. Неясно, подозревается ли он в других убийствах из этой серии, но он был идентифицирован в качестве виновника нападения, совершённого в 1985 году на женщину по имени Линда Шакке с аналогичными обстоятельствами, однако до ДНК-экспертизы оставался вне поля зрения сыщиков. В сентябре 2018 году личность Тины Фармер была установлена. Также выяснилось, что у неё до исчезновения был ещё один ребёнок. 18 декабря 2019 года большое жюри присяжных в округе Кэмпбелл, штат Теннесси, постановило, что Джонсу было бы предъявлено обвинение в убийстве Фармер, если бы он был ещё жив.

### Трейси Сью Уокер
3 апреля 1985 года в том же округе Кэмпбелл были найдены частичные скелетированные останки 15-летней Трейси Сью Уокер из Лафайетта (штат Индиана). Предполагалось, что девушка умерла между 1981 и 1984 годом, от одного до четырёх лет до момента обнаружения. Уокер была самой молодой среди жертв и до опознания её возраст оценивался от 9 до 15 лет. Скелет погибшей был расположен рядом с проезжей частью примерно в 200 ярдах от Биг Уил Гэп Роуд, в четырёх милях к юго-западу от Джеллико в графстве Кэмпбелл, на некотором расстоянии от Шоссе 75, вблизи полосовой шахты. Причина смерти Трейси Уокер неизвестна, поскольку в распоряжении имелись лишь фрагменты её останков, что однако не исключает убийства. С места обнаружения были полностью изъяты тридцать две кости, включая череп, по которому была восстановлена её внешность. На ней было ожерелье и браслет из пластиковых пуговиц. На месте обнаружения останков была найдена пара ботинок пятого размера и обрезки одежды. Они могли принадлежать или не принадлежать жертве. Определить цвет глаз, волос и рост Уокер не удалось из-за состояния тела. В августе 2022 году личность Трейси Уокер была установлена. Девушка пропала без вести в 1978 году, в последний раз её видели с другом в торговом центре. 
Мать Трейси дважды заявляла, что она убегала из их дома в Эйзенхауэр-Корт в Лафайетте.

### Мишель Лавонн Инман
Скелетированные останки 23-летней Мишель Лавонн Инман из Нэшвилла были найдены 31 марта 1985 года в Плезантвью, округа Читем, штат Теннесси. Считалось, что девушка умерла 3-5 месяцев назад по неизвестной причине. Однако её дело, возможно, связано с убийствами рыжеволосых, поскольку её останки были обнаружены на обочине шоссе № 24. В отличие от некоторых других жертв, она была одета, на ней находились: рубашка, свитер, брюки и нижнее бельё. Инман была белой, ростом от 157 см. После изучения зубов погибшей можно было судить о том, что у неё имелись некоторые признаки скученности и наложения зубов друг на друга. До опознания считалось, что возраст жертвы на момент смерти составлял от 31 до 40 лет.
На протяжении 38 лет Мишель Инман оставалась неопознанной. Личность девушки смогли установить только в июле 2023 года. Мишель Инман родилась 17 апреля 1961 года.

### Эспи Регина Блэк-Пилгрим
Тело 28-летней Эспи Регины Блэк-Пилгрим, умершей от удушья, было обнаружено 1 апреля 1985 года в белом холодильнике «Адмирал» в Грей, округ Нокс, штат Кентукки, рядом с Трассой 25. Спереди на холодильнике была надпись «Супер женщина» (англ. Super Woman). Жертва была мертва несколько дней, одежда отсутствовала полностью, кроме двух разных носков (один белый, а другой — белый с зелёными и жёлтыми полосками), на ней были также ожерельные подвески: одной в форме сердца, а другой — орла золотого цвета. Сообщалось, что женщина, возможно, искала попутчиков в Северную Каролину по радио CB. На её похоронах, которые также транслировалось по телевидению, присутствовало пятьсот человек. Дело в Грей стало местной сенсацией, поскольку город был «тихим» и «сонным», там обычно не случалось ничего необычного. Отличительные особенности тела: несколько родинок (с правой стороны шеи, около одной лодыжки и под каждой грудью), верхний резец желтоватого цвета, а также шрам и другие следы на её животе, указывающие на то, что она рожала. Цвет её глаз был светло-карим, а цвет волос был ярко-рыжим и по длине они доходили почти до ног, что соответствовало образцу убийцы рыжеволосых. После вскрытия было установлено, что её возраст был от 24 до 35 лет, а рост составлял 1,5 м. Также рядом с холодильником была найдена пара сапог, возможно принадлежавших погибшей. Несколько пропавших без вести были исключены как возможные совпадения с жертвой. После того, как в январе 2013 года дело предали огласке, полиция получила новые данные; неизвестно, сыграли ли они какую-то роль. В 2018 году личность Блэк-Пилгрим была установлена. За год до этого предположение о том, что погибшей является Блэк-Пилгрим, высказала её дочь, которая была младенцем на момент убийства матери.

### Элизабет Ламотт
14 апреля 1985 года в Гринвилле, округ Грин, штат Теннесси, было найдено обнажённое тело 17-летней Элизабет Ламотт из Манчестера (штат Нью-Гэмпшир). Девушка умерла от тяжёлой тупой травмы, возможно, нанесённой за три-шесть недель до момента обнаружения, а её тело находилось в сильно разложившемся состоянии. Однако удалось снять отпечатки её пальцев, а также собрать ДНК и сделать слепок зубов. Незадолго до смерти Ламотт была беременна на сроке шесть-восемь недель, но пережила выкидыш. До идентификации личности считалось, что возраст Элизабет Ламотт составлял от 14 до 20 лет (возможно, даже до 25 лет), её рост — примерно от 164 до 168 см, а вес — от 59 до 64 кг. У погибшей был незначительный дефект прикуса, а некоторые из зубов запломбированы, что указывало на факт обращения к стоматологу. Её ногти были выкрашены лаком розового цвета. Поскольку цвет волос девушки определялся от светло-коричневого до светлого с рыжиной, вполне возможно, что её случай мог быть связан с убийствами рыжеволосых. В конце апреля 1985 года власти приступили к идентификации тела методом сравнения отпечатков её пальцев с отпечатками пальцев других людей, но попытки не увенчались успехом, в результате чего на протяжении 33 лет личность девушки не была установлена. В качестве её возможной личности подозревалось, но было исключено, шесть кандидатур. Личность Ламотт установили в ноябре 2018 года. Исчезновение девушки произошло либо 6 апреля, либо 22 ноября 1984 года. Опознана Элизабет Ламотт была на основе совпадения её митохондриального ДНК с ДНК её братьев. Первоначально семью Ламотт попросили предоставить профиль ДНК для сравнения со взрослой женщиной, ставшей жертвой убийств в Беар-Брук. Неустановленная подруга подозреваемого, выступавшего под псевдонимом Роберт Эванс, была известна под тем же именем Элизабет. Позже выяснилось, что «Роберт Эванс» — серийный убийца Терри Педер Расмуссен.

### Другие возможные жертвы
По словам онлайн-сыщиков-любителей, возможно, что найденная в Джорджии в 1988 году 19-летняя Стейси Лин Чахорски также была жертвой убийств рыжеволосых. Девушка подверглась сексуальному насилию и была задушена. Её возрастной диапазон до опознания составлял от 16 до 25 лет. Она имела рыжие волосы, как и у других жертв, а её тело обнаружили вблизи шоссе № 59. В дальнейшем выяснилось, что убийцей Чахорски был водитель грузовика в транспортной компании в Западной Каролине по имени Генри Фредерик Уайз (он же Хосс Уайз), которому на тот момент было 34 года. Он сгорел в автокатастрофе в 1999 году в Южной Каролине. У Уайза было криминальное прошлое во Флориде, Джорджии и Северной Каролине, связанное с кражами, нападением и препятствованием работе полицейских. Кроме того, в качестве возможных жертв были включены: Кимберлин Миллс (найденная в 1978 году); Карен Кей Книпперс (найденная в 1981 году); Лори Энн Милер Пеннелл (найденная в 1985 году); Джейн Доу из округа Пьюласки (найденная в 1985 году); Присцилла Энн Блевинс (найденная в 1985 году); Бетти Лу Уизли (найденная в 1987 году); Донна Сью Нелтон (найденная в 1990 году); Патрис Корли (найденная в 1990 году); Эйприл Лейси (найденная в 1996 году) и Дон Плонски Вилкерсон (найденная в 2001 году).
- Кимберлин Миллс была замечена ещё живой со своим бойфрендом Джеймсом Хендриксом, также погибшим; его тело было обнаружено в Миссури, но считается, что их убил один и тот же человек. У Миллс также были светлые волосы, но она была убита выстрелом, причём за несколько лет до начала большинства убийств рыжеволосых (в 1978 году). Тем не менее её тело было обнаружено рядом с Шоссе 55. Личности Кимберлин Миллс и Джеймса Хендрикса были установлены в 2017 году[39].
- Карен Кей Книпперс была найдена в воде около шоссе ММ близ Диксона (штат Миссури) 25 мая 1981 года. Причиной её смерти послужило удушение колготками и на момент смерти ей было 32 года. Женщина была одета, но на ней отсутствовала обувь и до опознания её возрастной диапазон составлял от 25 до 40 лет. В отличие от других жертв, Книпперс была темноволосой, но тем не менее, её предварительно внесли в список убийств рыжеволосых на основании сходства в способах убийств. Изотопное тестирование впоследствии показало, что погибшая прожила в Миссури не более нескольких лет и, скорее всего, провела большую часть своей жизни в юго-восточном регионе Соединенных Штатов. Её личность была установлена в декабре 2019 года.
- 22-летняя Лори Энн Милер Пеннелл была найдена в Олив-Бранч (штат Миссисипи) 24 января 1985 года. У неё были светло-рыжие волосы, татуировки на лодыжках (T.H.C и R.C.J.), перевязаны маточные трубы, уши проколоты по 3 раза, а ногти сильно обкусаны. Тело Пеннелл обнаружил водитель грузовика, который ехал на юг по шоссе 78 в 100 футах к востоку от моста через реку Колдуотер около 7:30 утра. Тело находилось в двадцати футах к югу от шоссе, на теле отсутствовали куртка, обувь и нижнее бельё. Девушка была задушена верёвкой и, возможно, подверглась сексуальному насилию. Рост составлял примерно от пяти футов двух дюймов до 5 футов 4 дюймов, а вес — от 105 до 130 фунтов (от 59 до 64 кг). Считается, что она была заядлой курильщицей. До опознания возрастной диапазон погибшей составлял от 20 до 40 лет. Личность Лори Энн Милер Пеннелл была установлена в 2024 году.
- 27-летняя Присцилла Энн Блевинс была обнаружена в марте 1985 года в Северной Каролине на Шоссе 40 спустя десять лет после её исчезновения из своего дома в Уинстон-Сейлем. Её останки были идентифицированы в 2012 году. Причина смерти Блевинс не установлена, однако считается, что она умерла в июле 1975 года во время исчезновения и что её тело было выброшено возле Шоссе 40 уже после смерти, где и оставалось до тех пор, пока не было обнаружено[40][41].
- Сожжёное тело 51-летней Бетти Лу Уизли было найдено 29 августа 1987 года в округе Роэйн (штат Теннесси). У неё была рассечена трахея и удалена матка, на левой стороне спины была родинка и были грудные имплантаты. У Уизли были от природы каштановые волосы, выкрашенные в рыжеватый цвет. Предполагается, что женщина была сожжена, чтобы её не опознали. Несмотря на это, в 2023 году личность Бетти Лу Уизли была установлена. Она погибла от огнестрельного ранения[42][43]. Бетти Лу Уизли родилась 30 декабря 1935 года.
- Частичные скелетированные останки Джейн Доу из округа Пьюласки были найдены 20 апреля 1985 года в Райтсвилле (штат Арканзас). Возрастной диапазон женщины составляет от 30 до 40 лет, рост около 5 футов 3 дюйма. У погибшей были светло-рыжие волосы и перелом левого бедра. Причина смерти женщины не установлена[44].
- Сожжённые скелетированные останки 28-летней Донны Сью Нелтон были найдены 7 мая 1990 года на шоссе № 102. Женщина погибла от огнестрельного ранения в феврале, после чего её тело было сожжено. Свидетелем пожара был сосед, который посчитал, что кто-то сжигал мусор. Личность погибшей была установлена в 2022 году. В убийстве Нелтон подозревался её тогдашний бойфренд Джордж Элвин Брутон. В 1979 году Брутон в течение трёх месяцев находился в списке самых разыскиваемых ФБР после того, как захватил в заложники две семьи и ранил двух офицеров в штате Юта. В сентябре 1989 года он и его коллега были замечены выбрасывающими пакеты с личными вещами Нелтон в мусорный контейнер в Северном Канзас-Сити. Её автомобиль был найден на складе, принадлежащем Брутону. Его приговорили к пожизненному тюремному заключению за преступления, связанные с наркотиками. Он умер в заключении в 2008 году[45].
- Тело 29-летней Патрис Корли было обнаружено в Огайо в 1990 году, на значительном расстоянии от штатов, где находили рыжеволосых жертв. Её также убили спустя пять лет после того, как произошло большинство убийств, но у неё также были рыжие волосы, и её тело было обнаружено возле шоссе. Корли совершила половой акт незадолго до смерти. Её личность была установлена в 2017 году[46].
- 14-летняя Эйприл Лейси была убита в 1996 году, а её тело было брошено на дороге по направлению в Техас. Некоторые считают, что она также являлась жертвой того же серийного убийцы, хотя дата её смерти не совпадала с датами смертей других жертв. Тело Лейси на протяжении многих лет не могли опознать[47].
- Дата смерти Дон Плонски Вилкерсон не совпадает с датами смертей других жертв, поскольку она умерла в 2001 году, как предполагалось по степени разложения её тела. Однако она была найдена вблизи шоссе № 75, и была рыжей. Тело Вилкерсон было найдено в округе Симпсон (штат Кентукки)[48].

## Расследование
Считается, что большинство жертв остались и остаются неопознанными из-за того, что не поддерживали контактов со своими родственниками, или проживали не в тех штатах, в которых были найдены. В 1985 году, вскоре после того, как была найдена Элизабет Ламотт, представители штатов Пенсильвания, Теннесси, Арканзас и Миссисипи обратились к ФБР с просьбой о помощи. Были установлены несоответствия с некоторыми жертвами, так как одни были найдены с одеждой или без неё, а у других были сексуальные контакты до момента смерти. Во время конференции было указано, что четыре жертвы, найденные в Техасе, и Марша Кинг, найденная в 1981 году (и известная до опознания в 2018 году как «Девушка в оленьей коже»), в 1985 году были исключены из списка возможных жертв.
В середине восьмидесятых годов появился возможный подозреваемый, когда 37-летний водитель грузовика, по имени Джерри Леон Джонс, атаковал и попытался задушить Линду Шакке (которая была рыжеволосой), но позже был вычеркнут из списка подозреваемых, хотя он оставил женщину лежащей возле шоссе, полагая, что она мертва. Другой подозреваемый был 32-летним водителем грузовика в Пенсильвании, которого допросили после похищения и изнасилования молодой женщины в штате Индиана или Иллинойс, прежде чем ей удалось спастись. Этот подозреваемый также был вычеркнут после того, как его допросила полиция Теннесси.